# Che Wej
Che Wej (čínsky pchin-jinem Hé Wéi, znaky zjednodušené 何维; * prosinec 1955) je čínský lékař–imunolog a politik. Studoval v Číně a Německu, působil na Ústavu základních lékařských věd Čínská akademie lékařských věd, přičemž se zabýval zejména se výzkumem rozpoznávání T buněčných receptorů a nádorovou imunologií. V letech 2008–2013 vedl odbor ministerstva zdravotnictví, poté se soustředil na politickou činnost jako místopředseda (2007–2022) a předseda (od 2022) ústředního výboru Demokratické strany čínských rolníků a dělníků, jedné z menších politických stran Čínské lidové republiky; místopředseda celostátního výboru Čínského lidového politického poradního shromáždění (2018–2023) a místopředseda stálého výboru Všečínského shromáždění lidových zástupců (od 2023).

## Život
Che Wej se narodil v prosinci 1955 v okrese Chu-lan v provincii Chej-lung-ťiang. Od roku 1975 pracoval jako dělník v továrně na zemědělské stroje. Roku 1978 byl přijat na Lékařskou vysokou školu v Ťia-mu-s’; po absolvování byl roku 1981 přidělen na oddělení vnitřního lékařství nemocnice pro prevenci a kontrolu tuberkulózy v provincii Chej-lung-ťiang. V letech 1984–1987 studoval na Chejlunťiangské vysoké škole tradiční čínské medicíny obor základy mikrobiologie čínské a západní medicíny. Po získání magisterského titulu zůstal na škole jako asistent a lektor na katedře mikrobiologie katedry teoretické medicíny. V roce 1987 po získání magisterského titulu zůstal na škole jako učitel; postupně působil jako asistent a lektor na katedře mikrobiologie. V letech 1991 až 1994 studoval na univerzitě v německém Heidelbergu, kde získal doktorát z imunologie a absolvoval půlroční postdoktorandský výzkum. Po návratu do Číny působil na Ústavu základních lékařských věd Čínská akademie lékařských věd jako přednášející a později profesor a zástupce ředitele ústavu. Zabýval se výzkumem rozpoznávání T buněčných receptorů, nádorovou imunologií a imunitou během stárnutí.
V roce 2002 postoupil na viceprezidenta Čínské akademie lékařských věd a Pekingské spojené lékařské vysoké školy; také byl zvolen členem stálého výboru ústředního výboru Demokratické strany čínských rolníků a dělníků (CPWDP) a na dvě volební místopředsedou pekingského městského výboru Čínského lidového politického poradního shromáždění (ČLPPS), čímž zahájil svou politickou kariéru. V prosinci 2007 byl zvolen místopředsedou ústředního výboru CPWDP a v březnu následujícího roku byl zvolen i členem stálého výboru celostátního výboru ČLPPS.
V letech 2008–2013 působil na ministerstvu zdravotnictví jako zástupce ředitele a ředitel odboru vědeckého a technologického vzdělávání a vedoucí skupiny pro velké vědecké a technologické projekty. V prosinci 2012 byl na sjezdu CPWDP zvolen místopředsedou a generálním sekretářem ústředního výboru a v březnu 2013 byl opětovně zvolen členem stálého výboru celostátního výboru a navíc i zástupcem generálního sekretáře ČLPPS. Koncem roku 2017 na dalším sjezdu CPWDP povýšil na výkonného místopředsedu ústředního výboru a v březnu 2018 byl zvolen místopředsedou celostátního výboru CPPCC.
V prosinci 2022 byl na sjezdu CPWDP zvolen předsedou jejího ústředního výboru a v březnu 2023 byl zvolen [místopředsedy stálého výboru Všečínského shromáždění lidových zástupců (parlamentu).